# Mégevette
Mégevette település Franciaországban, Haute-Savoie megyében. Lakosainak száma 606 fő (2022. január 1.). Mégevette Bellevaux, Habère-Lullin, Mieussy, Onnion és Villard községekkel határos.

## Népesség
A település népességének változása:
| Lakosok száma | 560  | 560  | 591  | 581  | 592  | 590  | 590  | 593  | 606  |
|               | 2013 | 2015 | 2016 | 2017 | 2018 | 2019 | 2020 | 2021 | 2022 |